# Condado de Franklin (Massachusetts)
O Condado de Franklin é um dos 14 condados do estado norte-americano de Massachusetts. A sede do condado é Greenfield, e sua maior cidade é Greenfield.
O condado possui uma área de 1 877 km² (dos quais 59 km² estão cobertos por água), uma população de 71 535 habitantes, e uma densidade populacional de 39 hab/km² (segundo o censo nacional de 2000). O condado foi fundado em 24 de junho de 1811